# Kruisdijkschans
De Kruisdijkschans of Kruisschans was een onderdeel van de Staats-Spaanse Linies dat zich bevindt tussen Heille en de versterkte stad Sluis.
De schans is door de Staatse troepen aangelegd in 1638 ter verdediging van Sluis en Aardenburg. Op 22 juni 1640 wordt vermeld dat de gouverneur van Sluis met Prins Frederik Hendrik had gevisiteerd de plaats daar voor dezen bij de raad geresolveerd was dat een redoute zou gemaakt worden te weten op den Kruisdijk en dat Zijne Hoogheid nodig oordeelde dat dezelve aldaar op het Lapschuursche Gat gemaakt werd.
De schans is gebruikt tot 1762, waarna ze dienst ging doen als buitenplaats. Toen verwierf Pieter Hennequin het door hem gekochte fort..in Bewestereede, met zijn kapitale walglacis, doornhage, twee houten bruggen en grachten, zoo kapitale als de buitengracht met de barrières en de ronduite daarin staande.
Er is toen een landhuis gebouwd op de plaats van het fort. Dit landhuis is er nog steeds, en was toen het in 2010 door Het Zeeuwse Landschap werd aangekocht in vervallen staat. In 2010 is begonnen met de restaureren van het landhuis. Daarbij is gekozen om het gebouw terug te brengen naar de staat zoals deze was in de 18e eeuw. Het heet Kruisdijk.
De schans is gelegen op de Sint-Pietersdijk, die in oostelijke richting hier Hoge Weg heet en naar de Elderschans loopt. Loodrecht hierop staat een weg die naar het noorden via de buurtschap Ronduit bij de Krabbeschans uitkomt. Naar het zuiden gaat een weg over de Stierskreek naar Heille.
De gracht is nog aanwezig en de wallen zijn nog herkenbaar. Ook de merkwaardige wegenstructuur (de wegen lopen in een vierkant om de schans heen) wijzen op het bestaan ervan.

## Legende
Er bestaat een overlevering (de gouden legende van de Kruisdijk), volgens welke op de Kruisdijk een koffertje van de Hennequins zou verborgen zijn, dat goud en juwelen zou bevatten. Dit koffertje is nooit gevonden.

## Natuurgebied
Tegenwoordig is het een natuurgebiedje van 3 hectare dat eigendom is van de Stichting het Zeeuwse Landschap. In dit gebied leeft de boomkikker.